# Motor Lublin (piłka nożna) w sezonie 1988/1989
Sezon 1988/1989 był dla Motoru Lublin 15. sezonem na drugim szczeblu ligowym. W trzydziestu rozegranych spotkaniach Motor zdobył 42 punkty i zajął 2. miejsce w tabeli, gwarantujące udział w barażach o awans do ekstraklasy, w których pokonał Pogoń Szczecin. Trenerem zespołu był Paweł Kowalski.

## Przebieg sezonu

### Letni okres przygotowawczy
W przerwie letniej do drużyny dołączyli Marek Sadowski (poprz. Radomiak Radom), Bogdan Rajt (poprz. WKS Wieluń), Paweł Tylki (poprz. Boruta Zgierz) i Andrzej Brzeszczyński (poprz. Korona Kielce). Odeszli między innymi Janusz Kudyba i Jarosław Góra (obydwaj do Zagłębia Lubin), Piotr Stopyra (do Karpat Krosno), Mirosław Jaworski (wyjazd do Francji), Zbigniew Slipiko (zainteresowanie ze strony Górnika Łęczna) i Ireneusz Gorczyca (do Broni Radom).  

### Runda jesienna
Na inaugurację sezonu Motor grał wyjazdowy mecz z beniaminkiem II ligi – Górnikiem Łęczna. Na stadion przy ulicy Polnej zjawiło sie 4 tysiące widzów. W meczu z powodu urazów nie mogli wystąpić kapitan Władysław Kuraś, Marek Sadowski i Paweł Tylki. Motor wygrał to spotkanie, a bramki w drugiej połowie zdobyli debiutant Andrzej Brzeszczyński i Kazimierz Gładysiewicz. W pierwszym meczu sezonu na stadionie przy alejach Zygmuntowskich Motor gościł Karpaty Krosno. W barwach lubelskiej drużyny pierwszy występ zaliczył Marek Sadowski. Mecz zakończył się zwycięstwem lubelskiego zespołu 6:0. W meczu trzeciej kolejki, w którym Motor mierzył się na wyjeździe ze Stomilem Olsztyn, padł wynik bezbramkowy, pomimo kilku dogodnych sytuacji Motoru na zdobycie bramki, między innymi dwóch strzałów Zbigniewa Grzesiaka w poprzeczkę. W meczu ze Stomilem zadebiutował Paweł Tylki, który w 85. minucie zastąpił Kazimierza Gładysiewicza. W kolejnym domowym meczu Motor przegrał z Górnikiem Knurów 0:1, tracąc bramkę w 8. minucie za sprawą Bronisława Siwca, który oddał strzał po około 70-metrowym rajdzie. Takim samym rezultatem zakończył się kolejny mecz Motoru, na wyjeździe z Resovią.
W szóstej kolejce Motor podejmował Hutnika Kraków. W 8. minucie wynik meczu otworzył Kazimierz Gładysiewicz, a wyrównał w 18. minucie Andrzej Sermak. Ten sam zawodnik mógł zapewnić swojej drużynie zwycięstwo, jednak w 83. minucie nie trafił do pustej bramki. W Gdańsku Motor prowadził od 20. minuty po bramce z rzutu karnego Janusza Deca, ale w drugiej połowie Lechia zdobyła dwie bramki  (Ireneusz Calski w 51. minucie i Tomasz Unton w 69. minucie). Po tej porażce Motor spadł na ósme miejsce w tabeli. W środę 21 września lubelski zespół mierzył się na własnym stadionie z wiceliderem Stalą Stalowa Wola, a jedyną bramkę w meczu zdobył dla Motoru Marek Szaniawski. Trzy dni później Motor odniósł w takim samym stosunku zwycięstwo w wyjazdowym meczu derbowym z Avią Świdnik, a bramkę zdobył Kazimierz Gładysiewicz strzałem z woleja z czternastu metrów. Świdniczanie wykreowali sobie kilka dogodnych sytuacji, jednak grający z urazem bramkarz Dariusz Opolski wybronił strzały rywali. Dzięki tej wygranej Motor awansował na czwartą pozycję w tabeli. Mecz w Bełchatowie z tamtejszym GKS-em, który mógł nie dojść do skutku, z powodu niedyspozycji kilku piłkarzy GKS-u, zakończył się bezbramkowym remisem. 
8 października Motor podejmował lidera rozgrywek – Zagłębie Sosnowiec, który w poprzedniej kolejce na własnym stadionie pokonał w meczu na szczycie Stal Stalowa Wola 1:0. Motor wygrał z Zagłębiem po bramce Zbigniewa Grzesiaka i przesunął się w tabeli na trzecie miejsce. Tydzień później druga w rozgrywkach Stal Rzeszów zremisowała u siebie bezbramkowo z Motorem, czego efektem był spadek w tabeli o jedno miejsce obydwu zespołów. Po dwunastu kolejkach liderowało Zagłębie Sosnowiec, drugi zaś był Hutnik Kraków (po 17 punktów, czwarty Motor miał w dorobku 15 punktów). W trzech ostatnich meczach rundy jesiennej Motor zanotował trzy zwycięstwa (w tym dwa za trzy punkty) – z Iglooplem Dębica 3:0 i Borutą Zgierz 5:0. W przedostatnim spotkaniu przed przerwą zimową Motor odniósł wyjazdowe zwycięstwo nad Bronią Radom i objął prowadzenie w tabeli, mając na koncie tyle samo punktów co drugi Hutnik (po 20), ale lepszy stosunek bramek.
Po rundzie jesiennej czołówka tabeli prezentowała się następująco:
| Poz | Klub               | M  | Pkt | Bz | Bs |
| --- | ------------------ | -- | --- | -- | -- |
| 1.  | Motor Lublin       | 15 | 23  | 23 | 5  |
| 2.  | Hutnik Kraków      | 15 | 23  | 26 | 13 |
| 3.  | Zagłębie Sosnowiec | 15 | 22  | 20 | 5  |
| 4.  | Stal Rzeszów       | 15 | 18  | 19 | 14 |
| 5.  | Górnik Knurów      | 15 | 18  | 16 | 13 |

### Zimowy okres przygotowawczy
Do 21 stycznia zespół trenował w Lublinie, po czym udał się na dziesięciodniowe zgrupowanie do Nowego Targu. 4 lutego Motor rozegrał kontrolny dwumecz z Siarką Tarnobrzeg (2:1, 1:0). Tydzień później doszło do sparingu w Warszawie z tamtejszą Gwardią (1:1). Następnie na zgrupowaniu koło Katowic Motor grał z Polonią Bytom (1:1), Szombierkami Bytom (0:2) i Odrą Wodzisław (1:2). W ostatnim meczu sparingowym przed wznowieniem rozgrywek ligowych lubelski zespół zremisował z FC Petrolul 1:1. Z zespołu odszedł Waldemar Fiuta, który wyjechał do Kanady.

### Runda wiosenna
W pierwszym meczu rundy wiosennej Motor pokonał Górnika Łęczna 2:0 po bramkach Zbigniewa Grzesiaka. W następnej kolejce lubelski zespół mierzył się w wyjazdowym pojedynku z Karpatami Krosno. Z przebiegu meczu więcej sytuacji na zdobycie bramki stworzyli sobie gospodarze, ale jedyną bramkę zdobył Sławomir Wójtowicz strzałem z rzutu wolnego z odległości około 25 metrów. 25 marca, w Wielką Sobotę na stadion przy alejach Zygmuntowskich zawitał dwunasty w tabeli Stomil Olsztyn. Zespół gości w 7. minucie objął prowadzenie za sprawą Waldemara Ząbeckiego,  co zakończyło serię Dariusza Opolskiego – dziesięciu meczów z rzędu z czystym kontem. Wyrównał w 26. minucie Andrzej Brzeszczyński. Janusz Zych i Janusz Dec nie wykorzystali rzutów karnych i do 85. minuty na tablicy widniał rezultat 1:1. Wtedy to rezerwowy Marek Szaniawski zdobył zwycięską bramkę dla Motoru. Po trzech wiosennych kolejkach liderujący Motor miał dwa punkty przewagi nad drugim Zagłębiem Sosnowiec i pięć punktów nad trzecim Hutnikiem Kraków. W wyjazdowym meczu z Górnikiem Knurów wynik meczu otworzył w 70. minucie Andrzej Brzeszczyński po dośrodkowaniu Bogdana Rajta. W 78. minucie w zamieszaniu gospodarze doprowadzili do wyrównania za sprawą Tomasza Jaworka, a w 83. minucie Sławomir Wójtowicz strzałem z rzutu wolnego zapewnił lubelskiej drużynie wygraną.
8 kwietnia 15 tysięcy widzów przybyło na stadion, by oglądać mecz dwudziestej kolejki Motoru z Resovią. Już w 1. minucie prowadzenie gościom dał Jerzy Podbrożny, a w 6. minucie drugą bramkę dla Resovii zdobył Jerzy Skowronek. Przy stanie 0:2 karnego dla Motoru nie wykorzystał Janusz Zych. W 69. minucie Jerzy Matys strzelił kontaktowego gola, a dziesięć minut później wyrównał Andrzej Brzeszczyński. Tydzień później w zremisowanym 0:0 wyjazdowym meczu z Hutnikiem Kraków nie zagrali Marek Sadowski oraz Kazimierz Gładysiewcz. Straty punktów przez Motor nie wykorzystało Zagłębie Sosnowiec, które również bezbramkowo zremisowało w Knurowie z Górnikiem. W ramach dwudziestej drugiej kolejki liderujący wciąż Motor podejmował gdańską Lechię. Już w 8. minucie Marek Sadowski po wykorzystaniu rzutu karnego dał prowadzenie lubelskiej drużynie. Grający w przewadze jednego zawodnika Motor podwyższył wynik w 55. minucie po bramce Marka Szaniawskiego.
29 kwietnia Motor uległ na wyjeździe Stali Stalowa Wola 0:2, co zakończyło serię piętnastu meczów bez porażki lublinian. Dodatkowo Motor stracił fotel lidera na rzecz Zagłębia Sosnowiec, który pokonał na wyjeździe Hutnika Kraków 2:1. W dwóch następnych domowych meczach Motor odniósł zwycięstwo nad Avią Świdnik i bezbramkowo zremisował z GKS-em Bełchatów. Zagłębie Sosnowiec również w dwóch kolejkach zdobyło trzy punkty po zwycięstwie z Lechią Gdańsk 2:0 i bezbramkowym wyjazdowym remisie w Stalowej Woli. W dwudziestej szóstej kolejce doszło do bezpośredniego spotkania dwóch zespołów walczących o awans do ekstraklasy. Na Stadionie Ludowym Motor grał z Zagłębiem Sosnowiec. Przed tym pojedynkiem czołówka tabeli prezentowała się następująco:
| Poz | Klub               | M  | Pkt | Bz | Bs |
| --- | ------------------ | -- | --- | -- | -- |
| 1.  | Zagłębie Sosnowiec | 25 | 39  | 34 | 7  |
| 2.  | Motor Lublin       | 25 | 38  | 35 | 11 |
| 3.  | Stal Rzeszów       | 25 | 31  | 29 | 21 |

Mecz Motoru z Zagłębiem rozpoczął się z 20-minutowym opóźnieniem z powodu obfitych opadów deszczu. Zakończył się zwycięstwem Zagłębia 1:0 po bramce Grzegorza Waliczka i dzięki temu sosnowiczanie powiększyli przewagę w tabeli nad Motorem do trzech punktów. Na trzy kolejki przed zakończeniem rozgrywek Motor pokonując Stal Rzeszów,  przy remisie Zagłębia z GKS-em Bełchatów 2:2, zmniejszył stratę do lidera do dwóch punktów. W dwudziestej ósmej kolejce Motor zremisował na wyjeździe z Igloopolem, a zwycięstwo za trzy punkty Zagłębia z Avią (4:0) praktycznie przesądziło o awansie sosnowiczan do ekstraklasy. 11 czerwca miało miejsce walne zgromadzenie PZPN, na którym uchwalono między innymi reorganizację drugiego poziomu rozgrywkowego, który zakładał likwidację dwóch grup i utworzenie jednej 20-zespołowej. Wprowadzono również nowy system rozgrywania baraży dla klubów I i II ligi dla sezonu 1988/1989, w których udział miały brać 13. i 14. zespół ekstraklasy oraz wicemistrzowie dwóch grup II ligi. W przedostatniej kolejce Motor zremisował z Bronią Radom 2:2, tracąc bramkę w ostatniej minucie z rzutu karnego, a w ostatniej uległ Borucie Zgierz. Ostatecznie Motor zajął drugie miejsce i w wyniku losowania par barażowych trafił na  Pogoń Szczecin.

### Baraże o ekstraklasę
Pierwszy mecz barażowy rozegrany został w środę, 28 czerwca, w Szczecinie. W 15. minucie meczu Jacka Krzystolika sfaulował w polu karnym Grzegorz Komor i prowadzący to spotkanie sędzia Krzysztof Perek podyktował jedenastkę dla Pogoni, którą na bramkę zamienił Jacek Cyzio. Jeszcze w pierwszej połowie Pogoń podwyższyła prowadzenie, a autorem gola był w 36. minucie Kazimierz Sokołowski. Trzecią bramkę dla gospodarzy zdobył strzałem zza szesnastki Krzystolik. Od tego momentu piłkarze Pogoni skoncentrowali się na obronie wyniku, czego efektem były dwie strzelone bramki przez Motor, najpierw w 72. minucie przez Jerzego Matysa i na trzy minuty przed zakończeniem meczu przez Marka Sadowskiego po dośrodkowaniu Romana Żuchnika.
W pierwszej połowie rewanżowego meczu w Lublinie piłkarze Motoru dwukrotnie trafiali w poprzeczkę. W 51. minucie piłkarz Pogoni Mariusz Kuras sfaulował w polu karnym Andrzeja Brzeszczyńskiego i arbiter Władysław Dąbrowski wskazał na jedenasty metr. Wykonujący pewnie jedenastkę Marek Sadowski dał prowadzenie lubelskiej drużynie. W 72. minucie po akcji Sławomira Wójtowicza wynik meczu ustalił Zbigniew Grzesiak. Motor po dwóch latach przerwy ponownie uzyskał awans do ekstraklasy.

## Mecze ligowe w sezonie 1988/1989
|                                   |                    |   |                                 |     |                                                                                              |          |        |  |  |  |  |  |  |  |
| RUNDA JESIENNA                    |                    |   |                                 |     |                                                                                              |          |        |  |  |  |  |  |  |  |
|                                   |                    |   |                                 |     |                                                                                              |          |        |  |  |  |  |  |  |  |
| 31 lipca 1988                     | Górnik Łęczna      | W | Łęczna                          | 2:0 | Brzeszczyński 54', Gładysiewicz 72'                                                          | 4 tys.   | [ 4 ]  |  |  |  |  |  |  |  |
| 15 sierpnia 1988                  | Karpaty Krosno     | D | Stadion przy al. Zygmuntowskich | 6:0 | Gładysiewicz 14', Bedryj 29' (sam), Rajt 48', · Grzesiak 61', Dec 72' (k), Brzeszczyński 79' |          | [ 5 ]  |  |  |  |  |  |  |  |
| 13 sierpnia 1988                  | Stomil Olsztyn     | W | Stadion Stomilu                 | 0:0 |                                                                                              | 8 tys.   | [ 6 ]  |  |  |  |  |  |  |  |
| 20 sierpnia 1988                  | Górnik Knurów      | D | Stadion przy al. Zygmuntowskich | 0:1 |                                                                                              | 6 tys.   | [ 7 ]  |  |  |  |  |  |  |  |
| 27 września 1988                  | Resovia            | W | Stadion Resovii                 | 0:1 |                                                                                              |          | [ 8 ]  |  |  |  |  |  |  |  |
| 3 września 1988                   | Hutnik Kraków      | D | Stadion przy al. Zygmuntowskich | 1:1 | Gładysiewicz 8'                                                                              | 2 tys.   | [ 9 ]  |  |  |  |  |  |  |  |
| 10 września 1988                  | Lechia Gdańsk      | W | Stadion Lechii                  | 1:2 | Dec 20' (k)                                                                                  |          | [ 10 ] |  |  |  |  |  |  |  |
| 21 września 1988                  | Stal Stalowa Wola  | D | Stadion przy al. Zygmuntowskich | 1:0 | Szaniawski 11'                                                                               | 300      | [ 11 ] |  |  |  |  |  |  |  |
| 24 września 1988                  | Avia Świdnik       | W | Stadion Avii                    | 1:0 | Gładysiewicz 62'                                                                             | 2,5 tys. | [ 12 ] |  |  |  |  |  |  |  |
| 2 października 1988               | GKS Bełchatów      | W | Stadion GKS-u                   | 0:0 |                                                                                              |          | [ 13 ] |  |  |  |  |  |  |  |
| 8 października 1988               | Zagłębie Sosnowiec | D | Stadion przy al. Zygmuntowskich | 1:0 | Grzesiak 17'                                                                                 | 1 tys.   | [ 14 ] |  |  |  |  |  |  |  |
| 15 października 1988              | Stal Rzeszów       | W | Stadion Stali                   | 0:0 |                                                                                              | 2 tys.   | [ 15 ] |  |  |  |  |  |  |  |
| 23 października 1988              | Igloopol Dębica    | D | Stadion przy al. Zygmuntowskich | 3:0 | Matys 39', Gładysiewicz 60', Grzesiak 81'                                                    | 1,5 tys. | [ 16 ] |  |  |  |  |  |  |  |
| 30 października 1988              | Broń Radom         | W | Stadion Broni                   | 2:0 | Brzeszczyński 41', Gładysiewicz 65'                                                          | 1 tys.   | [ 18 ] |  |  |  |  |  |  |  |
| 6 listopada 1988                  | Boruta Zgierz      | D | Stadion przy al. Zygmuntowskich | 5:0 | Brzeszczyński 1', Sadowski 28', Grzesiak 30', · Gładysiewicz 49', Dec 64' (k)                | 5 tys.   | [ 17 ] |  |  |  |  |  |  |  |
|                                   |                    |   |                                 |     |                                                                                              |          |        |  |  |  |  |  |  |  |
| RUNDA WIOSENNA                    |                    |   |                                 |     |                                                                                              |          |        |  |  |  |  |  |  |  |
|                                   |                    |   |                                 |     |                                                                                              |          |        |  |  |  |  |  |  |  |
| 12 marca 1989                     | Górnik Łęczna      | D | Stadion przy al. Zygmuntowskich | 2:0 | Grzesiak 23', 84'                                                                            | 5 tys.   | [ 28 ] |  |  |  |  |  |  |  |
| 19 marca 1989                     | Karpaty Krosno     | W | Stadion Karpat                  | 1:0 | Wójtowicz 79'                                                                                | 5 tys.   | [ 29 ] |  |  |  |  |  |  |  |
| 25 marca 1989                     | Stomil Olsztyn     | D | Stadion przy al. Zygmuntowskich | 2:1 | Brzeszczyński 26', Szaniawski 85'                                                            | 7 tys.   | [ 30 ] |  |  |  |  |  |  |  |
| 1 kwietnia 1989                   | Górnik Knurów      | W | Stadion Górnika                 | 2:1 | Brzeszczyński 70', Wójtowicz 83'                                                             | 2 tys.   | [ 32 ] |  |  |  |  |  |  |  |
| 8 kwietnia 1989                   | Resovia            | D | Stadion przy al. Zygmuntowskich | 2:2 | Matys 69', Brzeszczyński 79'                                                                 | 15 tys.  | [ 33 ] |  |  |  |  |  |  |  |
| 15 kwietnia 1989                  | Hutnik Kraków      | W | Stadion Hutnika                 | 0:0 |                                                                                              |          | [ 34 ] |  |  |  |  |  |  |  |
| 22 kwietnia 1989                  | Lechia Gdańsk      | D | Stadion przy al. Zygmuntowskich | 2:0 | Sadowski 8' (k), Szaniawski 55'                                                              | 7 tys.   | [ 35 ] |  |  |  |  |  |  |  |
| 29 kwietnia 1989                  | Stal Stalowa Wola  | W | Stadion Stali                   | 0:2 |                                                                                              | 5 tys.   | [ 36 ] |  |  |  |  |  |  |  |
| 6 maja 1989                       | Avia Świdnik       | D | Stadion przy al. Zygmuntowskich | 1:0 | Brzeszczyński 85'                                                                            | 9 tys.   | [ 37 ] |  |  |  |  |  |  |  |
| 13 maja 1989                      | GKS Bełchatów      | D | Stadion przy al. Zygmuntowskich | 0:0 |                                                                                              | 6 tys.   | [ 38 ] |  |  |  |  |  |  |  |
| 20 maja 1989                      | Zagłębie Sosnowiec | W | Stadion Zagłębia                | 0:1 |                                                                                              |          | [ 41 ] |  |  |  |  |  |  |  |
| 27 maja 1989                      | Stal Rzeszów       | D | Stadion przy al. Zygmuntowskich | 3:1 | Dec 37', Szaniawski 65', Komor 71'                                                           | 4 tys.   | [ 42 ] |  |  |  |  |  |  |  |
| 3 czerwca 1989                    | Igloopol Dębica    | W | Stadion Igloopolu               | 1:1 | Rajt 76'                                                                                     |          | [ 44 ] |  |  |  |  |  |  |  |
| 11 czerwca 1989                   | Broń Radom         | D | Stadion przy al. Zygmuntowskich | 2:2 | Wójtowicz 72', Sadowski 82'                                                                  | 5 tys.   | [ 46 ] |  |  |  |  |  |  |  |
| 17 czerwca 1989                   | Boruta Zgierz      | W | Stadion Boruty                  | 0:2 |                                                                                              | 100      | [ 47 ] |  |  |  |  |  |  |  |
|                                   |                    |   |                                 |     |                                                                                              |          |        |  |  |  |  |  |  |  |
| MECZE BARAŻOWE O UDZIAŁ W I LIDZE |                    |   |                                 |     |                                                                                              |          |        |  |  |  |  |  |  |  |
|                                   |                    |   |                                 |     |                                                                                              |          |        |  |  |  |  |  |  |  |
| 28 czerwca 1989                   | Pogoń Szczecin     | W | Stadion Pogoni                  | 2:3 | Matys 72', Sadowski 87'                                                                      | 4322     | [ 50 ] |  |  |  |  |  |  |  |
| 1 lipca 1989                      | Pogoń Szczecin     | D | Stadion przy al. Zygmuntowskich | 2:0 | Sadowski 51' (k), Grzesiak 72'                                                               | 15 tys.  | [ 51 ] |  |  |  |  |  |  |  |

### Tabela II ligi
| Poz | Klub               | M  | Pkt | Bz | Bs |
| --- | ------------------ | -- | --- | -- | -- |
| 1.  | Zagłębie Sosnowiec | 30 | 47  | 45 | 13 |
| 2.  | Motor Lublin       | 30 | 42  | 41 | 18 |
| 3.  | Hutnik Kraków      | 30 | 39  | 44 | 26 |
| 4.  | Stal Stalowa Wola  | 30 | 38  | 32 | 18 |
| 5.  | Stal Rzeszów       | 30 | 38  | 38 | 26 |
| 6.  | Igloopol Dębica    | 30 | 37  | 28 | 32 |
| 7.  | Resovia            | 30 | 35  | 28 | 21 |
| 8.  | Górnik Knurów      | 30 | 33  | 37 | 30 |
| 9.  | GKS Bełchatów      | 30 | 33  | 24 | 22 |
| 10. | Lechia Gdańsk      | 30 | 29  | 28 | 33 |
| 11. | Stomil Olsztyn     | 30 | 25  | 26 | 37 |
| 12. | Karpaty Krosno     | 30 | 22  | 20 | 36 |
| 13. | Avia Świdnik       | 30 | 21  | 30 | 45 |
| 14. | Broń Radom         | 30 | 16  | 20 | 41 |
| 15. | Górnik Łęczna      | 30 | 15  | 10 | 30 |
| 16. | Boruta Zgierz      | 30 | 10  | 13 | 46 |

    awans do ekstraklasy     baraże o ekstraklasę     baraże o pozostanie w II lidze     spadek do III ligi

## Kadra
| Zawodnik               | Data ur.   | Występy        | Bramki         |                |                | Występy        | Bramki         |                |                | Występy   | Bramki    | Poprzedni klub  |           |
| Zawodnik               | Data ur.   | RUNDA JESIENNA | RUNDA JESIENNA | RUNDA JESIENNA | RUNDA JESIENNA | RUNDA WIOSENNA | RUNDA WIOSENNA | RUNDA WIOSENNA | RUNDA WIOSENNA | SEZON     | SEZON     | Poprzedni klub  |           |
| Bramkarze              | Bramkarze  | Bramkarze      | Bramkarze      | Bramkarze      | Bramkarze      | Bramkarze      | Bramkarze      | Bramkarze      | Bramkarze      | Bramkarze | Bramkarze | Bramkarze       | Bramkarze |
| ---------------------- | ---------- | -------------- | -------------- | -------------- | -------------- | -------------- | -------------- | -------------- | -------------- | --------- | --------- | --------------- | --------- |
| Dariusz Opolski        | 23.09.1961 | 15             |                |                |                | 17             |                |                |                | 32        |           | Legia Warszawa  |           |
| Obrońcy                |            |                |                |                |                |                |                |                |                |           |           |                 |           |
| Janusz Dec             | 29.01.1965 | 15             | 3              |                |                | 17             | 1              |                |                | 32        | 4         | Górnik Łęczna   |           |
| Waldemar Fiuta         | 10.04.1958 | 8 (1)          |                | 2              |                | —              | —              | —              | —              | 8 (1)     |           | wychowanek      |           |
| Kazimierz Gładysiewicz | 4.03.1962  | 15             | 7              |                |                | 4              |                |                |                | 19        | 7         | Unia Tarnów     |           |
| Grzegorz Komor         | 20.02.1968 | 1              |                |                |                | 9 (2)          | 1              |                |                | 10 (2)    | 1         | wychowanek      |           |
| Władysław Kuraś        | 2.04.1961  | 14             |                |                |                | 17             |                | 1              |                | 31        |           | Avia Świdnik    |           |
| Jerzy Matys            | 25.11.1961 | 15             | 1              |                |                | 17             | 2              | 2              |                | 32        | 3         | Śląsk Wrocław   |           |
| Marek Sadowski         | 8.03.1959  | 13             |                | 3              |                | 13             | 4              | 3              |                | 26        | 4         | Radomiak Radom  |           |
| Roman Żuchnik          | 28.02.1965 | —              | —              | —              | —              | 1              |                |                |                | 1         |           | KS Lublinianka  |           |
| Pomocnicy i napastnicy |            |                |                |                |                |                |                |                |                |           |           |                 |           |
| Andrzej Brzeszczyński  | 29.01.1965 | 7 (4)          |                |                |                | 14 (1)         |                |                |                | 21 (5)    |           | Górnik Łęczna   |           |
| Zbigniew Grzesiak      | 22.02.1965 | 13 (2)         | 4              | 1              |                | 17             | 3              |                |                | 30 (2)    | 7         | Górnik Łęczna   |           |
| Grzegorz Jachacz       | ?.??.1968  | —              | —              | —              | —              | 2              |                |                |                | 2         |           | wychowanek      |           |
| Bogdan Rajt            | 9.08.1965  | 12 (2)         | 1              | 1              |                | 7 (8)          | 1              |                |                | 19 (10)   | 2         | WKS Wieluń      |           |
| Marek Szaniawski       | 10.10.1960 | 8 (6)          | 1              |                |                | 8 (9)          | 3              | 1              |                | 16 (15)   | 4         | Stal Mielec     |           |
| Zbigniew Szeliga       | 20.08.1968 | —              | —              | —              | —              | 2 (2)          |                |                |                | 2 (2)     |           | wychowanek      |           |
| Paweł Tylki            | 27.04.1963 | 7 (3)          |                |                |                | 12 (1)         |                | 1              |                | 19 (4)    |           | wychowanek      |           |
| Sławomir Wójtowicz     | 5.11.1966  | 10 (3)         |                | 1              |                | 17             | 3              |                |                | 27 (3)    | 3         | KS Lublinianka  |           |
| Janusz Zych            | 20.02.1968 | 4 (7)          |                | 1              |                | 10 (3)         |                | 1              |                | 14 (10)   |           | Hutnik Warszawa |           |

## Puchar Polski na szczeblu centralnym
|                 |    |                   |   |         |     |  |  |        |  |  |  |  |  |  |
| 3 sierpnia 1988 | II | Grom Czerwony Bór | W | Siedlce | 0:3 |  |  | [ 54 ] |  |  |  |  |  |  |